# NGC 7735
NGC 7735 ist eine Elliptische Galaxie vom Hubble-Typ E3 im Sternbild Pegasus am Nordsternhimmel. Sie ist schätzungsweise 437 Millionen Lichtjahre von der Milchstraße entfernt und hat einen Durchmesser von etwa 160.000 Lichtjahren.

Im selben Himmelsareal befinden sich die Galaxien NGC 7737, NGC 7741, NGC 7745.
Das Objekt wurde am 5. September 1828 von John Herschel entdeckt.